# Varbergs flygklubb

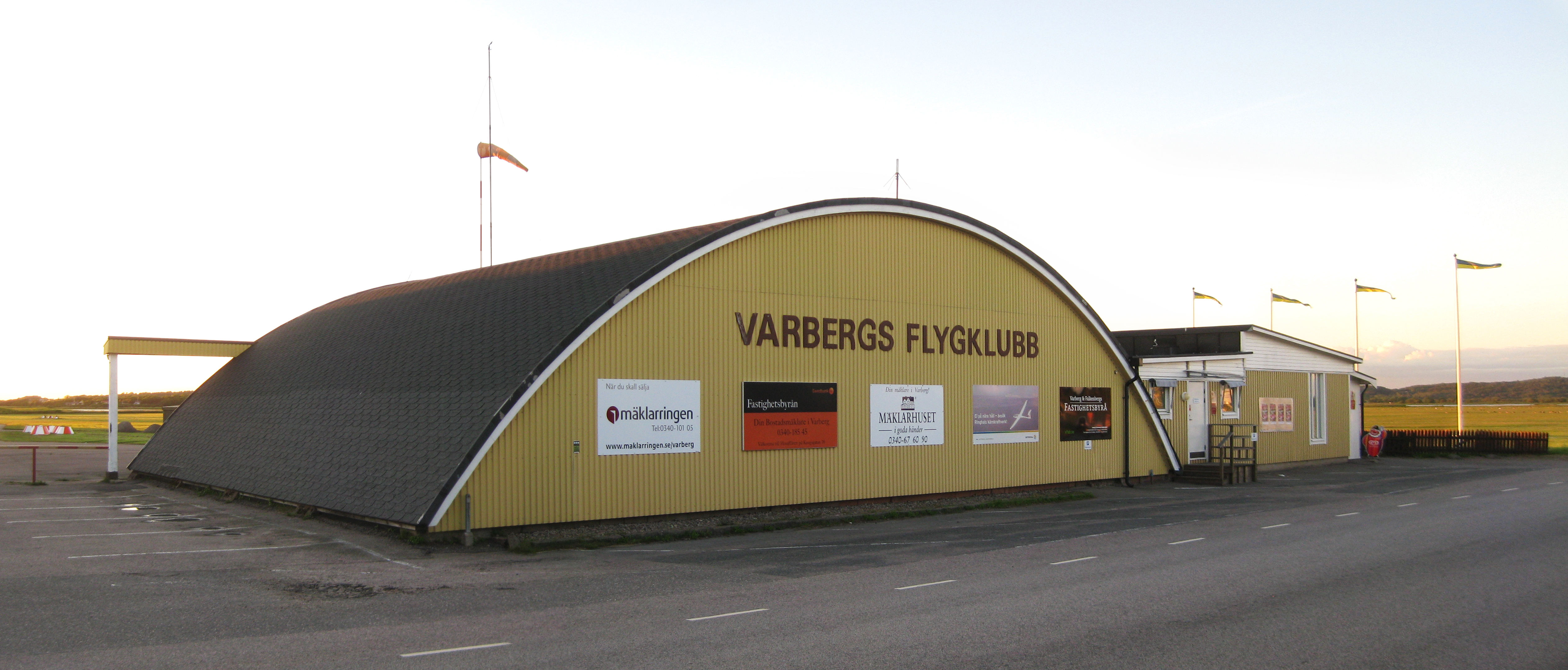
Hangardelen av flygklubbens klubbstuga vid Varbergs flygplats.

Varbergs Flygklubb i Varberg, centralort i Varbergs kommun, Hallands län, startade som självständig klubb i början av 1950-talet, sedan man under en 10-årsperiod samarbetat med Borås i Varberg-Borås Flygklubb, som bildades 1942. Samarbetet föll sig naturligt, då Borås hade ett plan, en SG38, men saknade flygfält, medan Varberg sedan 1938 hade ett flygfält på Getterön - Varbergs flygplats - men saknade plan. 
Det blev en hel del plan så småningom och man räknar nu med ett 15-tal motorflygplan, varav 4 ägs av klubben. Klubben har sedan 1964 sin egen skolchef, Sven-Eric Peterson.
Verksamheten är god och klubben har 25-30 aktiva segelflygare, vilket innebär en ökning under de senaste åren. 

## Bilder

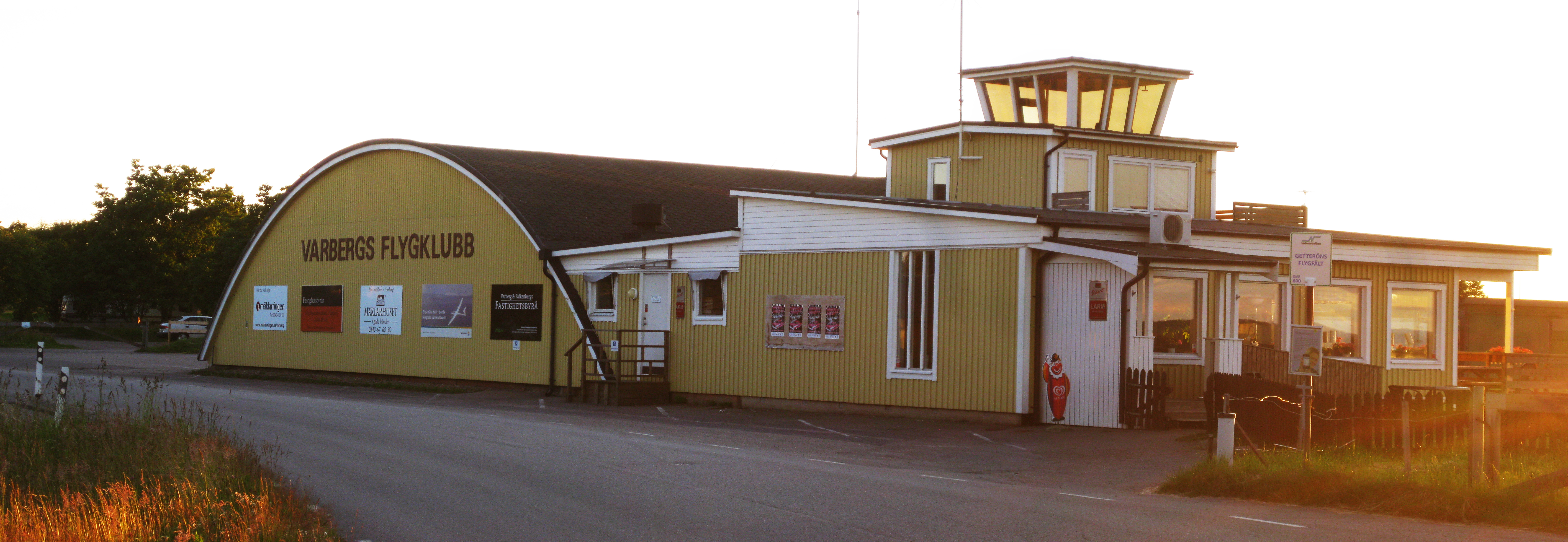
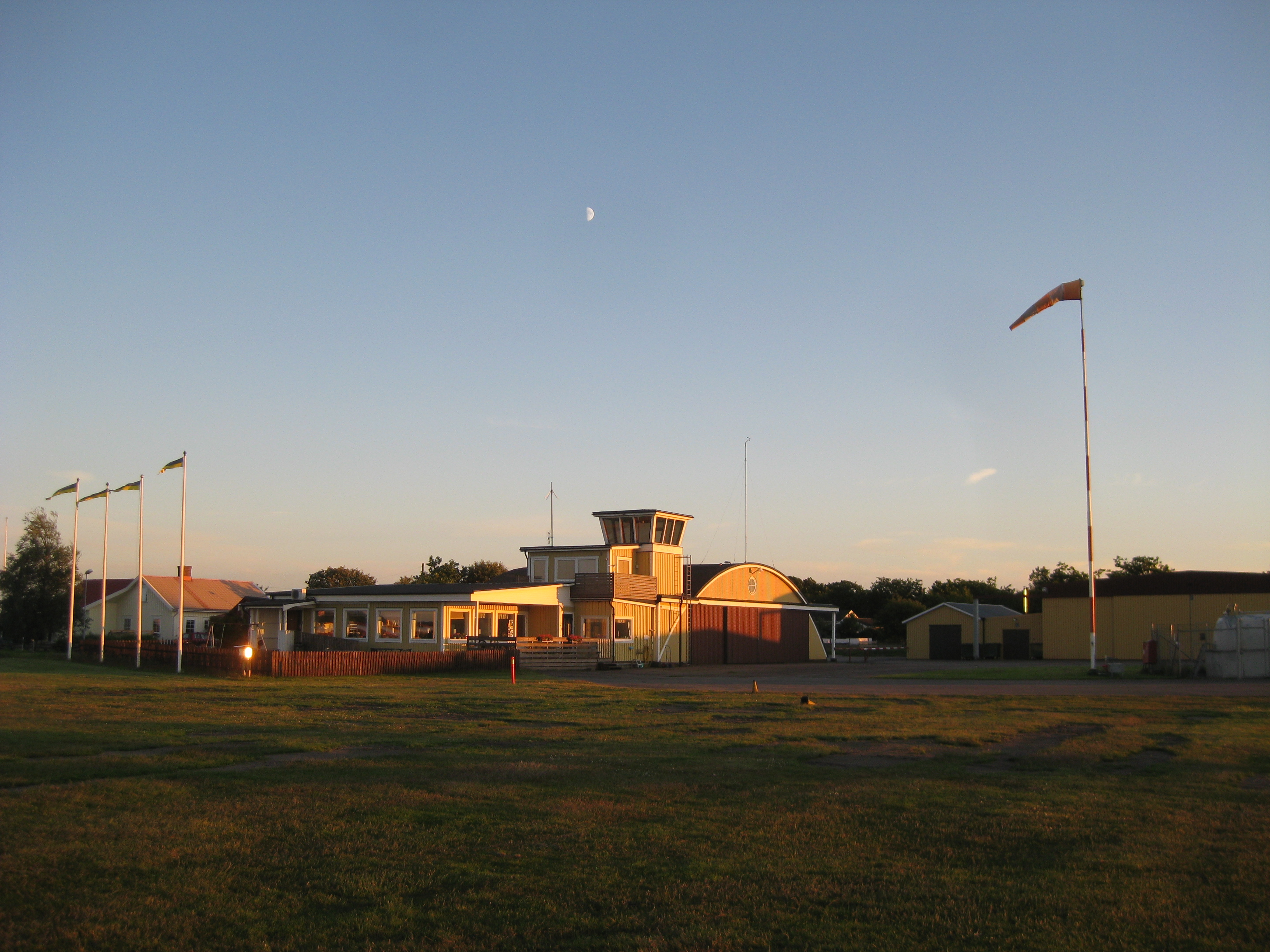
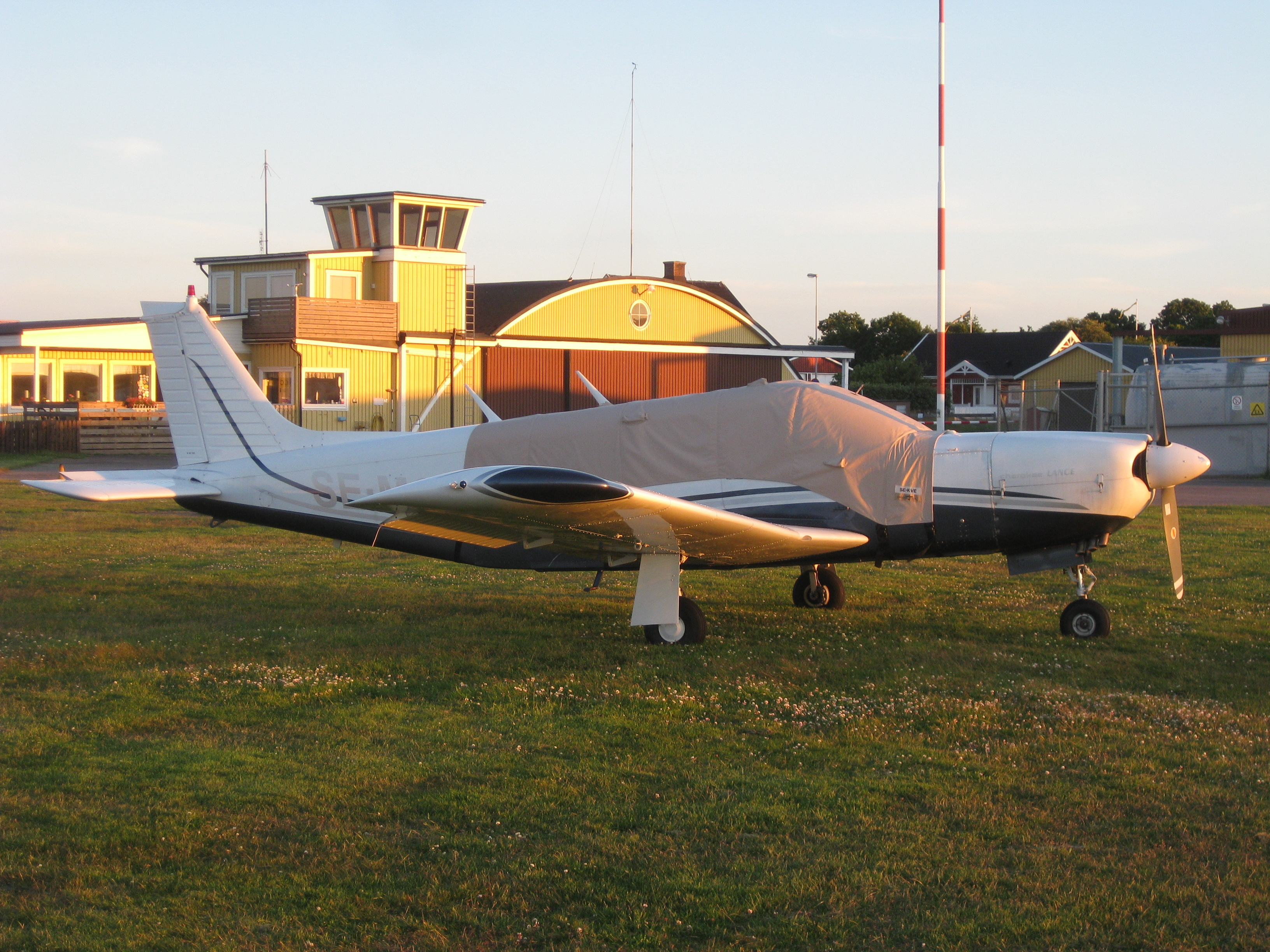
Piper PA-32R
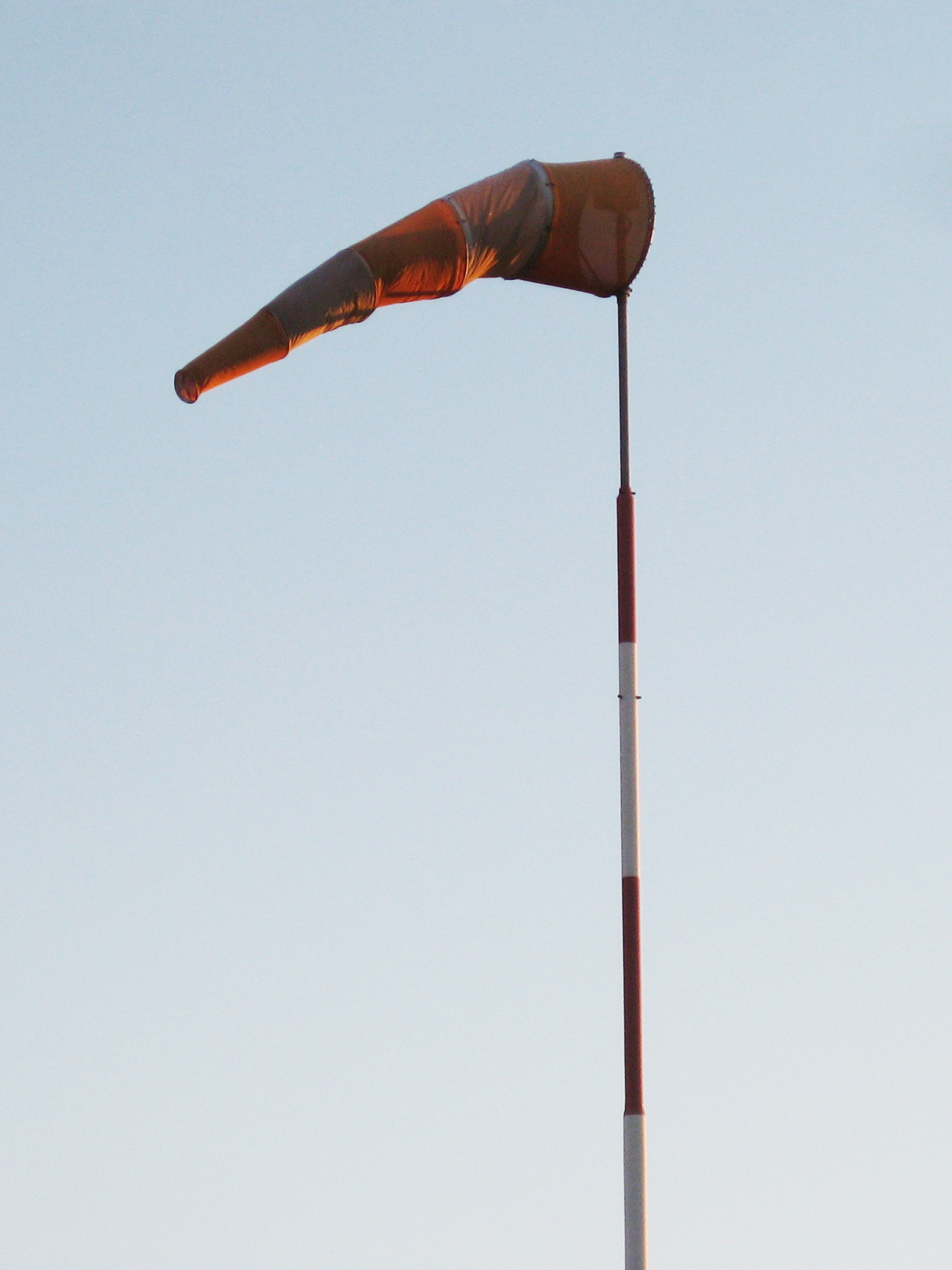
vindflöjel
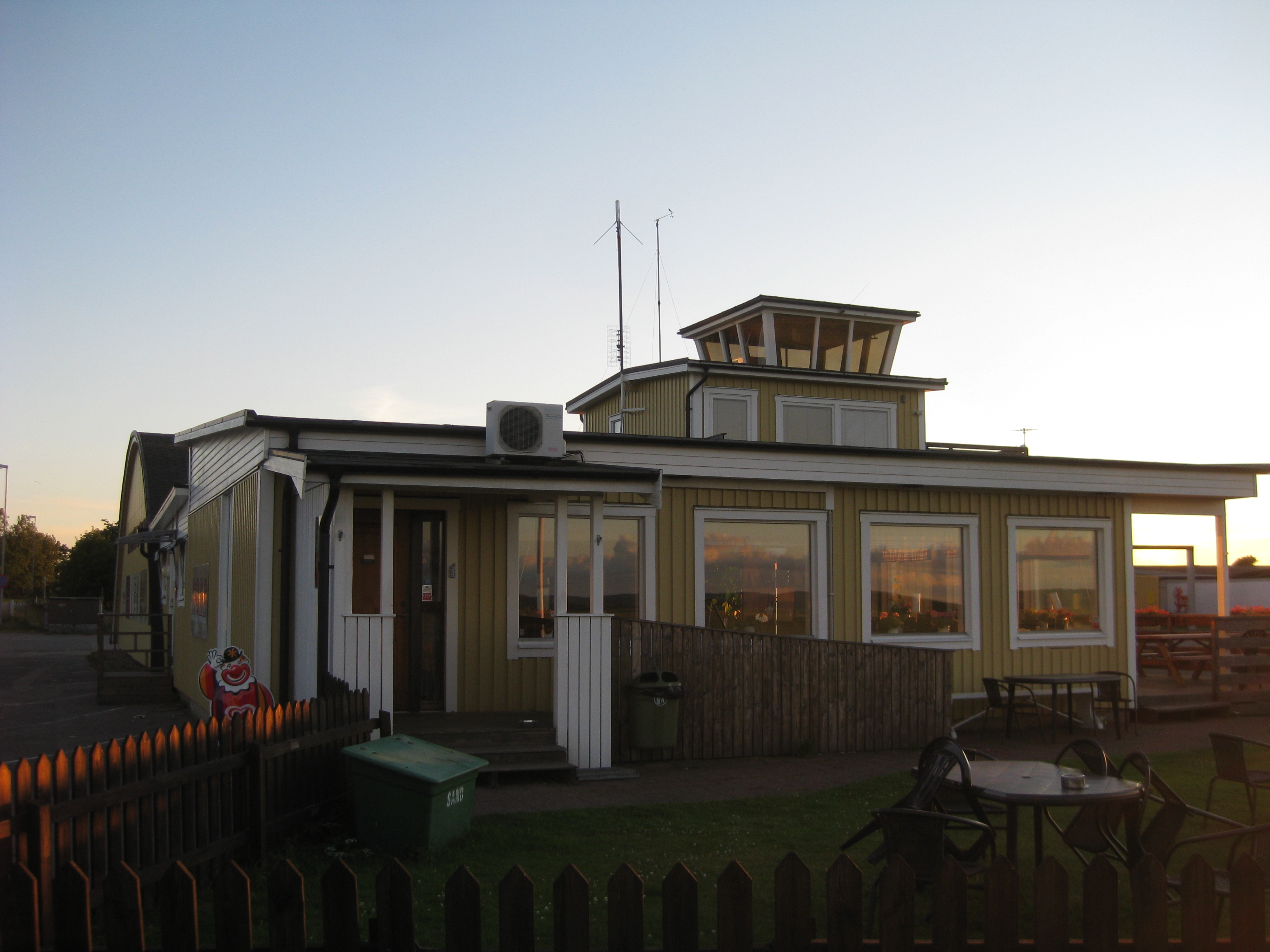
Klubbstugans cafeteria